# Thalia-Theater (Wien)

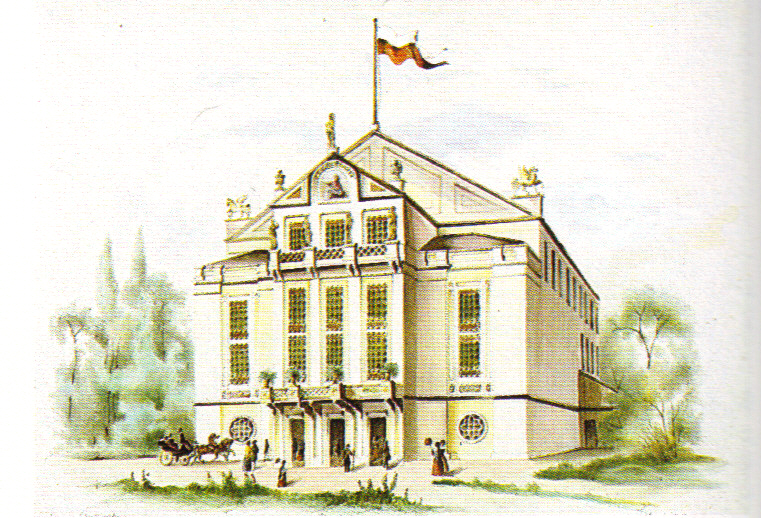
Das Thalia-Theater in Wien, Lithographie von A. Bruner

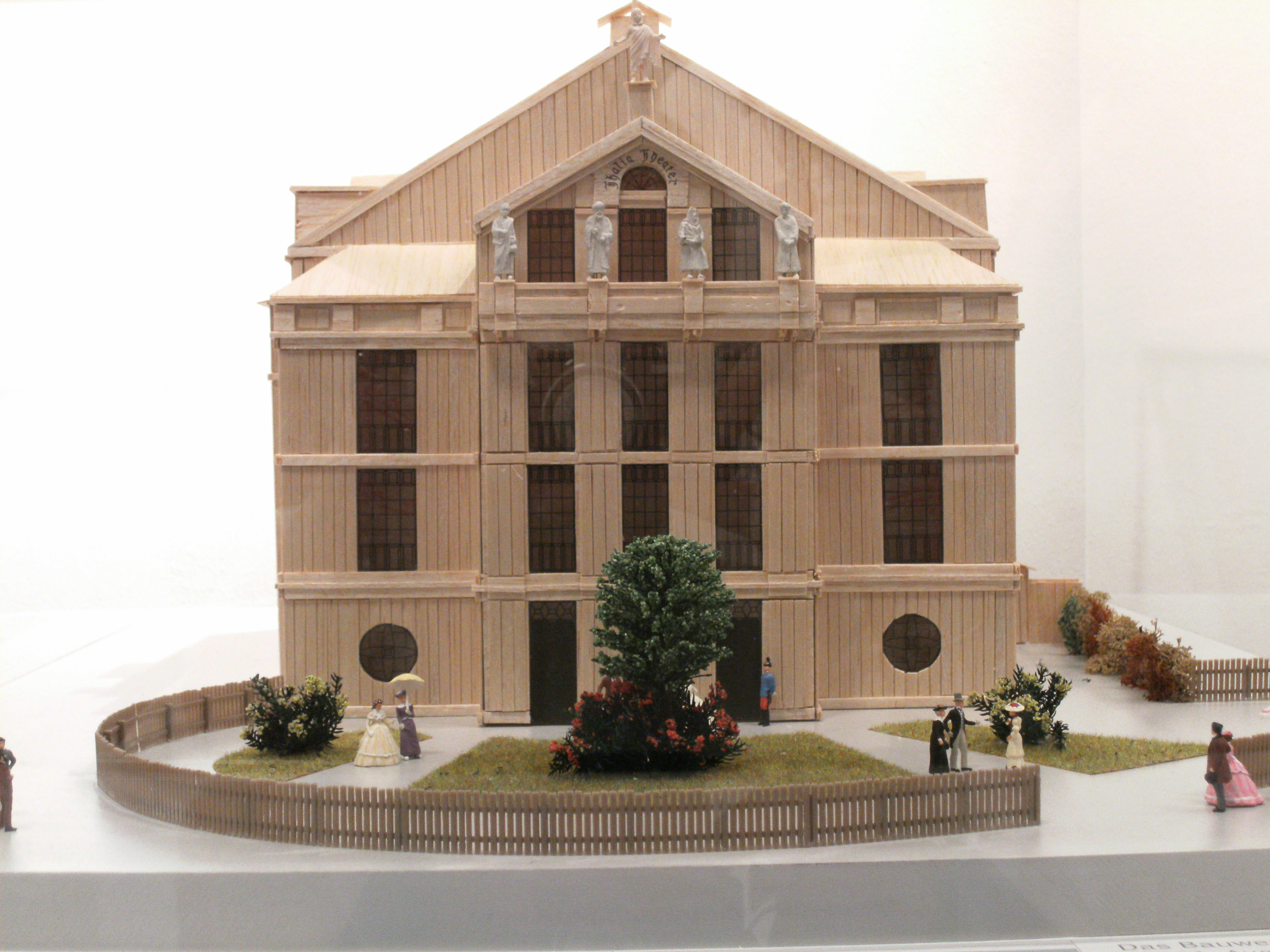
Modell des Thalia-Theaters im Bezirksmuseum Ottakring (gebaut von Bernhard Brabenec)

Das Thalia-Theater war von 1856 bis 1870 ein Theater in der Wiener Vorstadt Neulerchenfeld. 1894 wurde die heutige Thaliastraße nach dem Theater benannt.

## Historisches Thalia-Theater
Namensgebend war Thalia, die griechische Muse der komischen Dichtung und der Unterhaltung. Errichtet wurde es 1856 als Sommertheater an der Einmündung der damaligen Neulerchenfelderstraße (der heutigen Thaliastraße) in den heutigen Lerchenfelder Gürtel von Ferdinand Fellner dem Älteren. Das Theater war ein Holzbau im Ausmaß von 50 × 20 m mit drei auf eisernen Säulen ruhenden Galerien. Das Fassungsvermögen soll im Parterre tausend Personen und auf den Galerien dreitausend Personen betragen haben (eine völlig unrealistische Zahl). Leiter des Hauses war Johann Hoffmann (* 22. Mai 1805 in Wien; † 13. September 1865 ebenda), der von 1855 bis 1865 auch Direktor des Theaters in der Josefstadt war.
Die Eröffnung fand am 15. August 1856 mit der Posse Aus dem Wiener Leben von Josef Böhm statt. Das Repertoire bestand auch später aus Possen und Volksstücken. Es gab aber auch Vorstellungen mit Athleten, Kunstreitern, Zauberkünstlern, „Liliputanern“ und Riesen. Ein Höhepunkt des Theaters war die Wiener Erstaufführung der Oper Tannhäuser von Richard Wagner am 28. August 1857.
Nach dem Tod Johann Hoffmanns 1865 ließ der Besucherzulauf allmählich nach. 1870 wurde das Thalia-Theater abgetragen. Jahre später firmierte es an der Adresse Wien-Innere Stadt, Canovagasse 5.

## Neues Thaliatheater
Inzwischen existiert ein neues Ensemble mit dem Namen Thaliatheater Wien. Es ist auf Tournee mit Stücken von Georg Büchner oder Wolfgang Borchert.

## Literatur

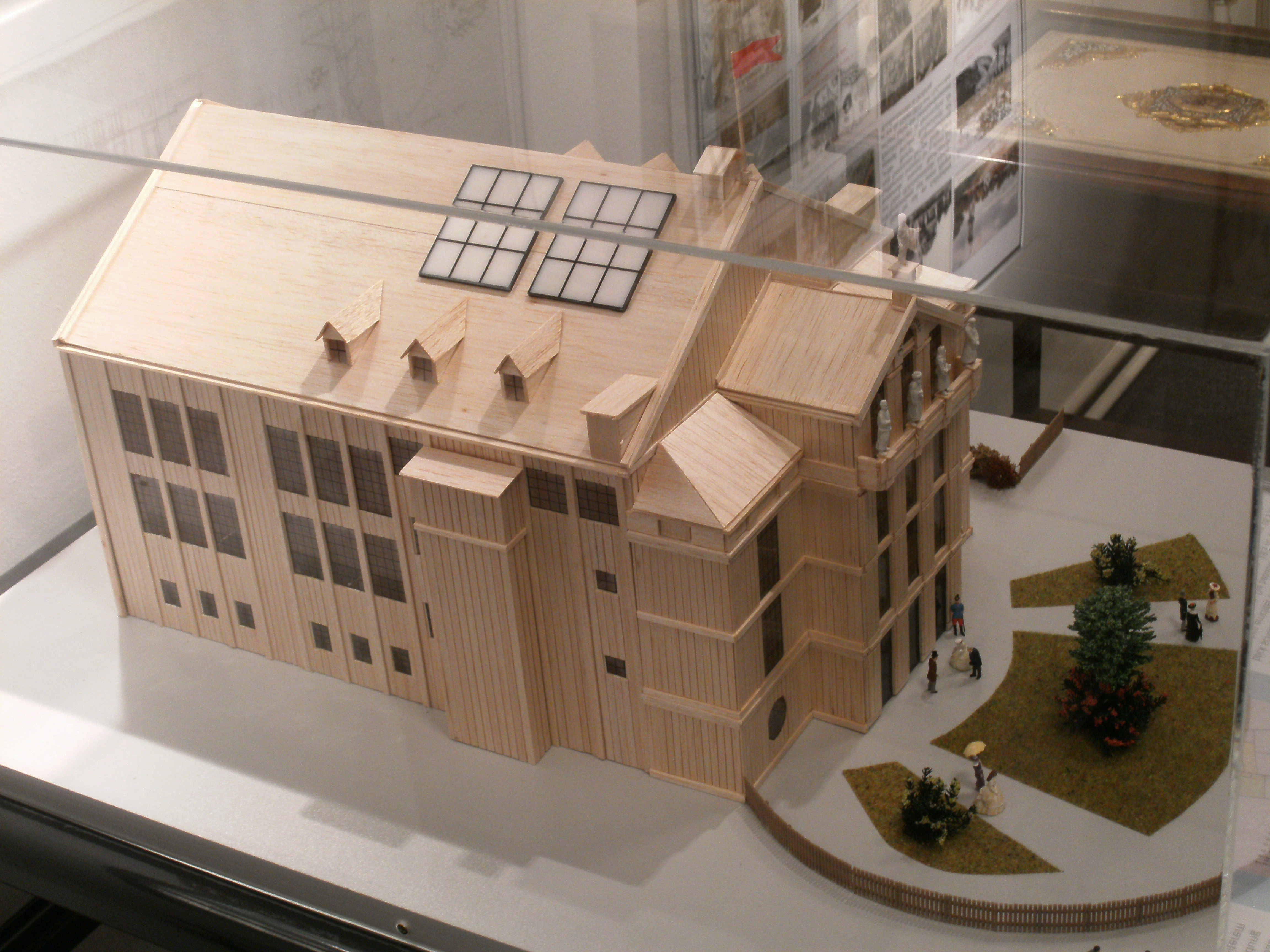